# 구마가이 마미
구마가이 마미(일본어: 熊谷 真実, 1960년 3월 10일~)는 일본의 여배우이다. 가족들 중에는 전 남편인 김봉웅과 여동생 마쓰다 미유키를 두고 있다.